# Римс (остров)
Римс (нем. Riems) — остров в Балтийском море, расположен между материком и островом Рюген.
Административно Римс входит в состав города Грайфсвальд, но является эксклавом. Помимо острова Римс, в него также входит Риемсерорт — район, расположенный напротив острова на материке.
С 1910 года на острове находится вирусологический исследовательский центр — Институт Фридриха Лёффлера, который занимается в основном изучением болезней животных. По этой причине большая часть острова является закрытой зоной.

## География
Остров Римс имеет размеры около 1250 метров с запада на восток и около 300 метров с севера на юг в своей самой широкой части. В начале 1970-х годов он был соединён с материком 500-метровой дамбой. Ранее, с 1926 по 1972 год, для транспортировки материалов на материк существовала канатная дорога, два фундамента которой до сих пор сохранились. После того как отсутствие притока пресной воды из Гристауэр-Вика привело к нехватке кислорода в мелководном заливе, осенью 2007 года дамба на острове длиной 30 метров была вновь открыта.

## Фауна
Остров расположен в важном месте отдыха и линьки водоплавающих птиц. Полуостров Фаренбринк был объявлен природным заповедником. До 15 процентов североевропейской популяции отдельных видов водоплавающих птиц зимуют в районе Грайфсвальд-Бодден и Штрелазунд, который был объявлен «европейским птичьим заповедником».

## История
Римс был заселён уже в доисторические времена, о чём свидетельствуют артефакты каменного века и славянские артефакты. Есть археологические свидетельства позднего славянского поселения непосредственно на острове, но оно существовало и в раннегерманский период.
Впервые Римс упоминается в документе 1313 года как «Rymiz».
Позднее остров вместе с соседней деревней Гристов принадлежал семье фон Дотенберг. Между 1375 и 1382 годами Римс и Гристов стали собственностью города Грайфсвальда, который арендовал тогда ещё необитаемый остров под пастбища. После 1820 года город построил ферму, которая была продана предыдущему арендатору в 1883 году. Сегодня на Римсе проживает не так много людей: здесь всего 13 жилых домов, пять отдельно стоящих или двухквартирных домов и восемь многоквартирных домов.
1 января 1957 года остров Риемс был включен в состав города Грайфсвальд.

### Вирусные исследования в Институте Фридриха Лёффлера
На острове Римс находится старейший в мире центр вирусологических исследований, который был основан в 1910 году Фридрихом Лёффлером. В 1898 году Лёффлер, профессор Грайфсвальдского университета, в результате опытов по фильтрации обнаружил, что опасный ящур вызывается не бактериями, а ранее неизвестным классом «мельчайших организмов» — он открыл вирусы. После того как в ходе своих исследований Лёффлер непреднамеренно заразил ящуром целый регион в окрестностях Грайфсвальда, в 1910 году он перенёс свой институт на остров Римс из соображений безопасности.
Во времена Третьего рейха на Римсе проводились исследования потенциального биооружия.
Во времена ГДР исследования и разработка вакцин на Римсе обеспечивали работой около 800 человек; сегодня там занято менее половины этого числа. Сейчас на предприятии в Римсе работает около 150 человек.
С 1997 года исследовательский комплекс в Римсе является штаб-квартирой Института Фридриха Лёффлера (FLI). В задачи FLI входят исследования таких заболеваний животных, как BSE, ящур и чума свиней, а также разработка профилактических и защитных мер против них, в частности, ветеринарных вакцин. В 2006 году на Риемсе были проведены исследования вакцины против птичьего гриппа H5N1. С 2008 года объект был значительно расширен и модернизирован. К моменту завершения строительства в 2013 году федеральное правительство вложило в два новых комплекса зданий около 300 миллионов евро. В результате было построено 89 лабораторий с различными уровнями безопасности и 163 конюшни. Объект был торжественно открыт федеральным канцлером Ангелой Меркель в августе 2013 года.